# Montura Pentax K

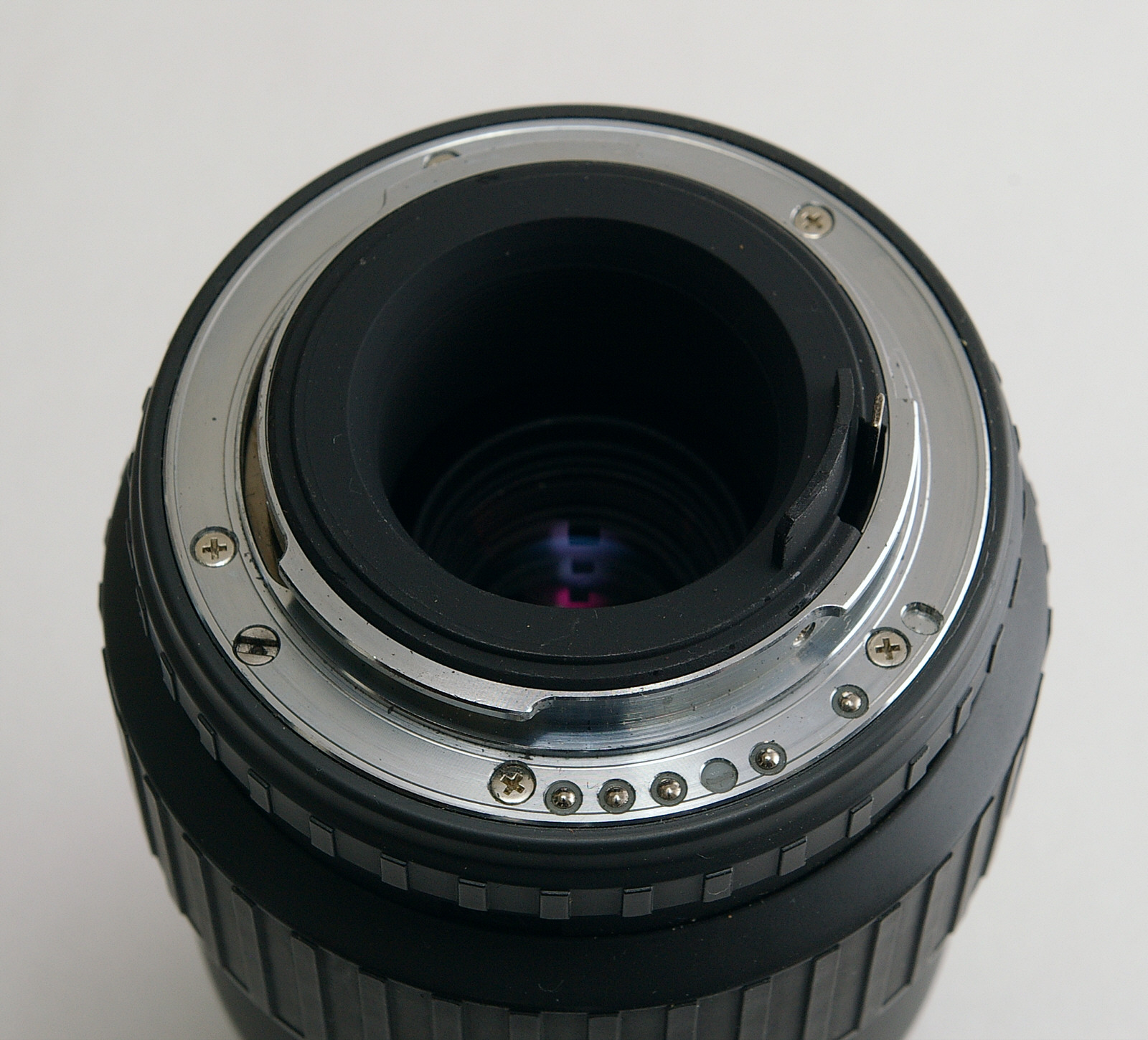
Montura K_{AF}

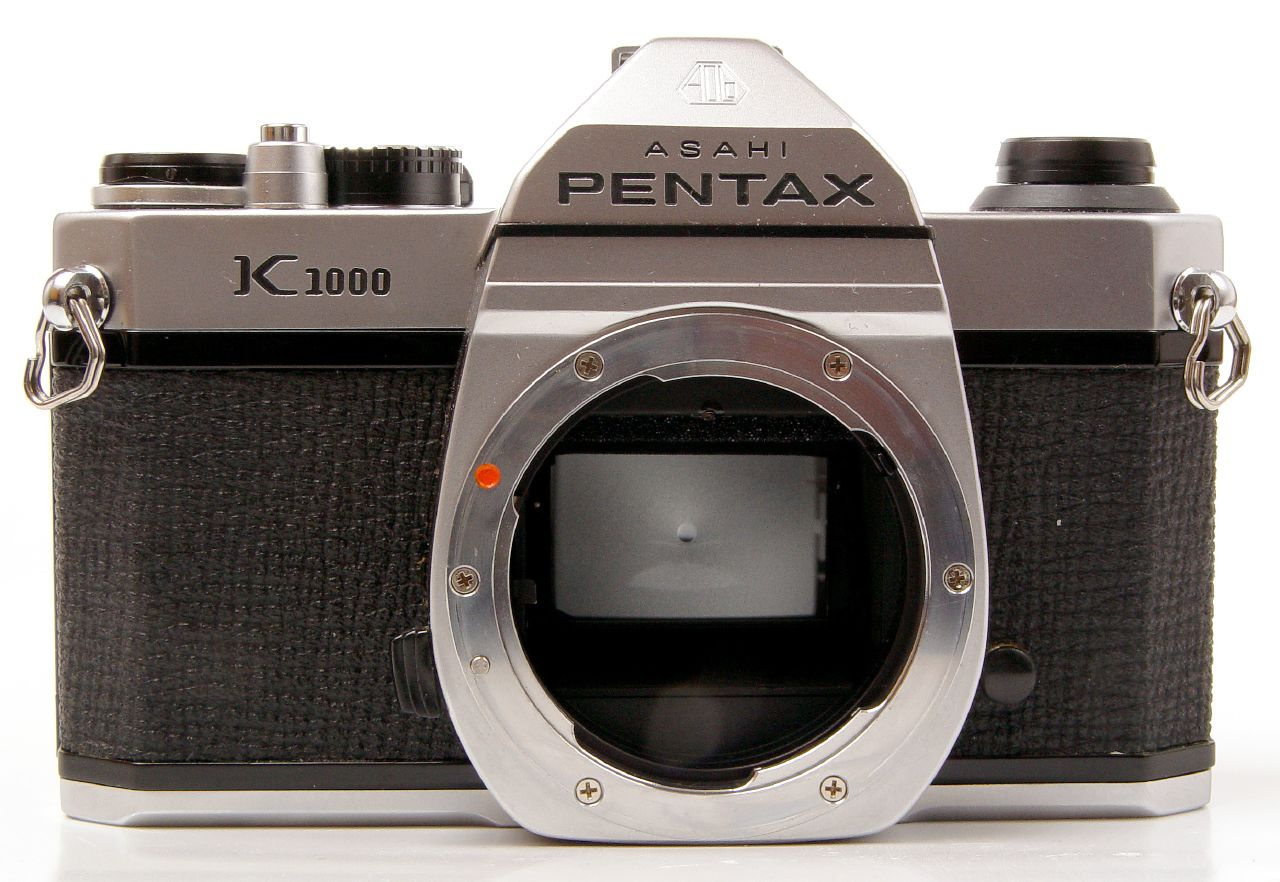
Pentax K1000 sin objetivo que muestra la montura.

La montura Pentax K (denominada a veces "montura-PK"), es una montura de objetivo a bayoneta para cámaras réflex mono-objetivo en formato 35 mm de la marca Pentax.
La montura K puede designar:
- la montura original ;
- la familia salida de la montura original.

## Histórico
La montura K fue creada en 1971 por Pentax e integrada sobre las nuevas cámaras desde 1975. Está concebida a partir de la bayoneta Rectaflex, puesta a punto por Telemaco Corsi cuya patente fue recomprada por Asahi y Nikon al quebrar Rectaflex. Telemaco Corsi fue también el inventor de la primera versión del estigmómetro.
Las monturas Pentax K y Nikon F (no-AI) comercializadas antes de 1977, son casi compatibles (el montaje y la utilización de los objetivos Nikon es posible sobre un cuerpo Pentax, pero no hacen el clic final ya que el sentido de rotación está invertido).
Esta montura K reemplazó la montura M42 que el fabricante utilizaba hasta entonces. En su versión original, fue adoptada por Ricoh, Chinon, Cosina(en) y más tarde por Zenit.

## Especificaciones
- Ángulo de rotación: 65°
- Tirada: 45,4645,46 mm

## Versiones

### K
Introducida en el mercado en 1975, esta montura permite los modos manual y Av (prioridad a la apertura).
Materiales implicados
Objetivos: SMC Pentax (K), SMC Pentax-M
Cámaras: Pentax K2, K2DMD, KX, KM, K1000, MX, ME Súper, LX

### KF
Introducida en el mercado en 1981, esta montura permite además de la montura K, el auto foco de primera generación, con motor incorporado al objetivo.
Materiales implicados
Objetivos: SMC Pentax-AF 35-70 / f2.8
Cámaras: Pentax M-F, Serie P

### KA
Introducida en el mercado en 1983, esta montura está derivada de la montura K. Ya no da soporte al auto foco pero con sus nuevos contactos eléctricos permite los nuevos modos P (modo programa), Tv (prioridad a la velocidad) y el modo semiautomático con el cálculo de la exposición a plena apertura.
Materiales implicados
Objetivos: SMC Pentax-A
Cámaras: Pentax Serie A, Serie P

### KAF
Segunda montura con auto foco, introduce en 1987 un séptimo contacto eléctrico para informar a la cámara de:
- la distancia focal del objetivo ;
- la distancia de puesta a punto ;
- la apertura precisa del diafragma.

Materiales implicados
Objetivos: SMC Pentax-F
Cámaras: Pentax MZ-6, MZ-7, Serie SF

### KA2
Introducida en el mercado en 1997, esta montura no ha sido utilizada excepto en la cámara MZ-M.
Tiene todas las características de la KAF pero no gestiona el auto foco.
Materiales implicados
Cámaras: Pentax MZ-M

### KAF Digital
Esta denominación no existe en la nomenclature Pentax. Para Pentax, este caso está reagrupado con KAF
Tiene todas las características de la KAF pero ya no gestiona el control del diafragma, sola la posición 'A' (automática) es utilizable.
Los objetivos que tienen esta montura ya no tienen aro de diafragma.
Materiales implicados
Objetivos: SMC Pentax-FAJ, SMC Pentax-DA sin motorización SDM o DC
Cámaras: Pentax MZ-30, MZ-50, MZ-60, *ist, *ist D, *ist Ds(2), *ist DL(2), K100D, K110D

### KAF2
Tiene todas las características de la KAF pero añade contactos extra para gestionar el zoom o la motorización SDM (ultrasónica) y DC.
Materiales implicados
Objetivos: SMC Pentax FA con power-zoom (ejemplo smc PENTAX-FA 100-300mm F4.5-5.6)
Cámaras: Pentax MZ-3, MZ-5, MZ-5n, MZ-10, MZ-S, Serie Z, Serie PZ

### KAF2 Digital
Esta denominación no existe en la nomenclatura Pentax. Para Pentax, este caso está reagrupado con KAF2
Materiales implicados
Objetivos: SMC Pentax-DA*, SMC Pentax D-FA con motorización SDM o DC
Cámaras : todos los cámaras Pentax modernos desde el K100D Súper (ejemplos K200D, K-m, K-x, … K-10D, K-20D, … K-5, K-3, …)

### KAF3
Los características aparecieron en 2008 desde la salida del objetivo SMC Pentax-DA 17-70mm/f4 AL[IF] SDM. El auto foco de este objetivo sólo funciona con motorización ultra-sónica (SDM).
La montura KAF3 es equivalente a la KAF2 Digital, con la leva de arrastre mecánico retirada.
Sólo las cámaras que disponen de la gestión SDM (Montura KAF2) funcionarán por completo con un objetivo KAF3. En una cámara que no controle el SDM (p.e.Pentax *istD) para realizar el auto foco, la adopción de un objetivo KAF3 (ejemplo Pentax 55mm/f1.4 SMC DA SDM) obligará a hacer el enfoque manualmente.
Actualmente (2012) no está previsto dotar a una cámara de una montura KAF3. Esto haría a esta supuesta cámara incompatible con todos los objetivos no SDM del mercado.
Materiales implicados
Objetivos Pentax: SMC Pentax-DA 17-70mm/f4 AL [IF] SDM, SMC Pentax-DA* 55mm/f1.4 SDM, SMC Pentax-DA 18-135mm f/3.5-5.6 ED AL [IF] DC WR
Objetivos de terceros : SIGMA con estabilización (OS) o motor ultrasónico (HSM)